# Men in Black III
Men in Black III (MIB3) is een Amerikaanse sciencefiction-komediefilm uit 2012 onder regie van Barry Sonnenfeld. De productie ging op 25 mei 2012 in première in de Amerikaanse bioscopen en op 23 mei 2012 in de Belgische en Nederlandse. Will Smith en Tommy Lee Jones speelden net als in de eerste twee delen, Men in Black en Men in Black II, de hoofdrollen.

## Verhaal
De film begint op 16 juli 1969. Een nog jonge Agent K rekent de buitenaardse crimineel Boris the Animal in op Cape Canaveral en schakelt een ArcNet-schild in dat de aarde moet beschermen tegen een invasie van Boris’ soortgenoten.
Veertig jaar later ontsnapt Boris uit de MIB-gevangenis op de maan en gaat naar de aarde om wraak te nemen op K. De dag na Boris’ ontsnapping merkt Agent J dat Agent K niet meer aanwezig is op het kantoor. Bij navraag blijkt hij al 40 jaar dood te zijn. Agent O concludeert dat er een verstoring moet zijn in het tijd-ruimtecontinuüm en dat het verleden mogelijk is veranderd. Agent J ontdekt dat Boris een tijdsprongapparaat heeft bemachtigd en teruggegaan is naar 1969 om K te doden, waardoor ook de ArcNet nooit gebouwd zal worden en de invasie dus door kan gaan. Agent J bemachtigt zelf ook een tijdsprongapparaat en reist eveneens naar 1969 terug, één dag eerder.
J loopt in 1969 de jonge K tegen het lijf en weet hem met moeite te overtuigen dat hij een mede-agent uit de toekomst is. Samen gaan ze Boris achterna. Ze komen op het spoor van Griffin, een alien die de ArcNet bezit. Deze moet volgens hem op de Apollo 11 worden bevestigd om hem in een baan rond de aarde te krijgen. De agenten haasten zich naar Cape Canaveral, waar ze zowel de toekomstige als hedendaagse Boris tegen het lijf lopen.
Er ontstaat een gevecht tussen beide agenten en de twee Borissen. De toekomstige Boris komt om als hij in de steekvlam van de startende Apollo terechtkomt, en de hedendaagse Boris wordt doodgeschoten. De ArcNet wordt op tijd aangebracht en in een baan rond de aarde geschoten. Agent J keert terug naar het heden.

## Rolverdeling
| Acteur             | Personage               |
| ------------------ | ----------------------- |
| Will Smith         | James Edwards / Agent J |
| Josh Brolin        | Jonge Agent K           |
| Tommy Lee Jones    | Kevin Brown / Agent K   |
| Jemaine Clement    | Boris the Animal        |
| Michael Stuhlbarg  | Griffin                 |
| Emma Thompson      | Agent O                 |
| Alice Eve          | Jonge Agent O           |
| Nicole Scherzinger | Lilly Poison            |
| Bill Hader         | Andy Warhol             |

## Achtergrond
Het idee voor de film werd in 2002 al door Will Smith voorgesteld aan regisseur Barry Sonnenfeld.
In 2009 maakte Rory Bruer, directeur van Sony Pictures Entertainment, bekend dat er een derde deel van de Men in Black-serie ergens in 2011 in de bioscoop zou komen. Enkele maanden later maakte Columbia Pictures bekend dat Etan Cohen het scenario voor zijn rekening zou nemen. De opnames zouden in augustus 2010 van start gaan maar werden meerdere malen uitgesteld, dit doordat volgens Rick Baker (ontwerper/grimeur) er nog steeds geen compleet scenario was. David Koepp werd ingehuurd om het scenario van Cohen te herschrijven. In oktober 2010 werden Sharlto Copley, Alec Baldwin, Gemma Arterton en Pierce Brosnan benaderd voor rollen in de film. Op 16 november 2010 begonnen de eerste opnames.